# Richard Torriani
Richard «Bibi» Torriani (* 1. Oktober 1911 in St. Moritz; † 3. September 1988 in Chur) war ein Schweizer Eishockeyspieler und -trainer.

## Karriere
Richard Torriani wechselte 1929 vom EHC St. Moritz zum HC Davos. Dabei nahm er den Spitznamen «Bibi» mit sich, den er als jüngstes Kind seiner Familie erhalten hatte. Ab 1933 bildete er beim HC Davos gemeinsam mit Hans Cattini und dessen Bruder Ferdinand «Pic» Cattini den sogenannten «ni»-Sturm. Der Begriff ni-Sturm rührte von der gemeinsamen Endsilbe -ni des Familiennamens der drei Spieler her. Der «ni»-Sturm galt während etwa anderthalb Jahrzehnten als Paradelinie des HC Davos und der Schweizer Nationalmannschaft. Als Spieler des HC Davos errang er zwischen 1930 und 1950 18 Schweizer Meistertitel.
Seinen ersten Auftritt hatte Torriani an den Olympischen Winterspielen 1928 in St. Moritz, als er mit der Schweizer Nationalmannschaft die Bronzemedaille gewann. Diesen Erfolg wiederholte er 1948, erneut in St. Moritz, diesmal gemeinsam mit seinen Partnern der «ni»-Linie. Bei der Eröffnung dieser Olympischen Winterspiele wurde Torriani die Ehre zuteil, den olympischen Eid sprechen zu dürfen.
An Weltmeisterschaften gewann er ein Mal die Silber- und fünf Mal die Bronzemedaille. 1935 und 1939 errang Torriani den Europameistertitel. Zu seinen Erfolgen zählen ausserdem fünf silberne und zwei bronzene EM-Medaillen. In der Nationalmannschaft bestritt Bibi Torriani 111 Länderspiele und erzielte dabei 105 Tore. Torriani nahm auch an den Rennrodel-Weltmeisterschaften 1957 in Davos teil und gewann mit dem Einsitzer die Silbermedaille.
Nach seiner aktiven Karriere betätigte sich Bibi Torriani als Trainer. Unter anderem war er Nationaltrainer der Schweiz und Italiens. Zu seinen Klubmannschaften als Trainer gehörten der HC Davos und der EHC Visp, mit dem er 1962 den Schweizer Meistertitel gewann.
1997 wurde Bibi Torriani in die IIHF Hall of Fame aufgenommen.